# ملعب روشن
ملعب روشن هو مشروع بناء ملعب جديد في جنوب غرب مدينة الرياض، وسيضم مناطق متعددة الاستخدامات تتيح استضافة العديد من الفعاليات والأحداث الرياضية والمناسبات المختلفة كما سيحيط بالملعب مجموعة من المتاجر والمطاعم وأماكن الضيافة، إلى جانب المساحات الخضراء المفتوحة، ويمثل الملعب خطوة مهمة في مسيرة مجموعة روشن التوسعية والتي تشمل مجال تطوير المنشآت الرياضية. أُعلِنَ عن مشروع الملعب في ملف ترشّح السعودية لاستضافة كأس العالم 2034. ستبدأ أعمال البناء عام 2028م ومن المُتوقع افتتاحه في عام 2032م.

## الإنشاء
في 30 يوليو 2024 أعلنت مجموعة "روشن" عن إنشاء ملعب أيقوني بمواصفات عالمية تصل سعته إلى 45 ألف متفرج بمساحة تزيد عن 450 ألف متر مربع جنوب غرب الرياض.
ويضم الملعب بتصميمه متعدد الاستخدامات مجموعة واسعة من المتاجر والمطاعم وأماكن الضيافة، ويتوسط المشروع ملعب رئيسي مخصص لإقامة الفعاليات والأنشطة الرياضية، ويربط بين مختلف مرافقه بشكلٍ انسيابي داخل تصميم مفتوح ومترابط. وسيصبح هذا المشروع معلماً بارزاً في منطقة جنوب غرب الرياض.
ويتميز الاستاد بتصميمه الكريستالي اللامع الذي ترتفع أطرافه لتضفي لمسة جمالية على سماء المنطقة المحيطة بالملعب، وهو مستوحى من النسيج العمراني والسمات المعمارية للمنطقة الوسطى في المملكة العربية السعودية.
وتم تصميم الاستاد ليلبي جميع متطلبات استضافة أبرز الأحداث الرياضية العالمية، بالإضافة إلى استقبال الأحداث الترفيهية والثقافية والاجتماعية الأخرى، وسيعزز من استخدام أحدث التقنيات مثل الطاقة الشمسية التي يتم دمجها في البنية التحتية المتكاملة للملعب، كما يساعد تصميم سقف الملعب على تعزيز حركة الهواء، ما يضمن الحصول على التهوية الكافية، بالإضافة إلى التحكم في وصول أشعة الشمس إلى داخل الملعب خلال ساعات النهار.